# Spelobia sejuncta
Spelobia sejuncta är en tvåvingeart som beskrevs av Marshall 1985. Spelobia sejuncta ingår i släktet Spelobia och familjen hoppflugor. Inga underarter finns listade i Catalogue of Life.